# Nimrod (pisarz)
Nimrod, właściwie Nimrod Bena Djangrang (ur. 7 grudnia 1959 w Koyom) – czadyjski pisarz, poeta, eseista i dziennikarz.

## Edukacja i kariera
Urodził się w Koyom, w południowym Czadzie. Jego rodzina wywodzi się z etnicznej grupy Kim, nielicznego ludu nadbrzeżnego, który tradycyjnie prowadzi połowy. Przynależność do kościoła protestanckiego nasiliło ich izolację w społeczeństwie, gdzie przeważającą część stanowią chrześcijanie, animistyczna ludności na południu i muzułmanie na północy. Jego ojciec był luterańskim pastorem i dużo podróżował po kraju. Rzadkie chwile spędzane z ojcem wspomina w wielu książkach.
Nimrod studia pierwszego i drugiego stopnia ukończył w Czadzie. Kraj opuścił w 1984 po zabójstwie ojca, którego zamordowała policja. Było to konsekwencją wojny domowej, która wybuchała w 1979. Kontynuował naukę w Abidżanie na Wybrzeżu Kości Słoniowej, gdzie uczył również w gimnazjach i liceach. W 1991 przeniósł się do Francji, gdzie na uniwersytecie w Amiens uzyskał doktorat z filozofii w 1996.
W latach 1997–2000 był redaktorem naczelnym magazynu Aleph, beth. Jest założycielem czasopisma o literaturze frankofilskiej Agotem, pracował też jako redaktor dla The Coat & Lyra. Współpracował z portalem internetowym Africultures, w którym prowadził kolumnę literacką o nazwie Critical Phase.
W 2006 wykładał na University of Michigan, jako profesor wizytujący, gdzie był słuchaczem wykładów poety i filozofa z Senegalu Leopolda Sedara Senghora. Obecnie mieszka w Amiens i wykłada filozofię na Uniwersytecie Picardie Jules Verne.

## Społeczny i kulturowy wymiar twórczości
Liczne nagrody ugruntowały pozycję Nimroda na rynku literackim i stały się potężnym głosem na temat sytuacji w Czadzie. Powieści jego koncentrują się na skutkach wojny domowej w Czadzie, w tym wynikających z niej warunków emigracji, problemów związanych z imigracją oraz komplikacji we współczesnych stosunków Francji i jej kolonii. Z kolei jego praca filozoficzna koncentruje się na określeniu znaczenia twórczości Leopolda Sedara Senghora dla filozofii francuskiej i europejskiej. Dzieła Nimroda zmieniły francuską literaturę poprzez kwestionowanie historycznych, politycznych i literackich powiązań, które Francja dzieli dziś z Afryką.
Nimrod jest także autorem ważnych krytycznych prac dotyczących współczesnych spraw francuskich. Wbrew przekonaniu Francji, że dawne kolonie francuskojęzyczne są odrębną przestrzenią geograficzną, Nimrod wskazuje na liczbę pisarzy afrykańskich piszących po francusku i utrzymujących bliskie stosunki z Francją, aby stwierdzić, że język francuski należy uznać za język afrykański. Twierdzi, że francuscy pisarze afrykańscy zasadniczo zmieniali geografię współczesnej Francji i kultury francuskiej, zrekonstruowali język francuski, aby stworzyć jego nowy typ. Stawiając ważne pytania o neokolonializm i rasę we francuskim imperium, Nimrod rozważa ciągłe problemy wspólnej przestrzeni językowej. Od czasu publikacji swojej książki „La Nouvelle Chose française” pojawił się w licznych programach telewizyjnych i radiowych, aby omówić te kwestie.

## Nagrody i wyróżnienia
Nimrod za swoją twórczość otrzymał wiele nagród m.in.:
- 1989 – Prix de la Vocation (za tom poezji Pierre, poussière)
- 1999 – Prix Louis Labé (z tom poezji Passage à l’infini)
- 2001 – stypendium Thyde Monnier z Société des Gens de Lettres (za powieść Les jambes d’Alice)
- 2008 – Prix Benjamin Fondane (za powieść Le bal des princes i esej La Nouvelle chose française)
- 2008 – Prix Ahmadou Kourouma
- 2008 – Prix Édouard Glissant
- 2011 – Prix Max Jacob (za tom poetycki Babel, Babylone)

## Twórczość literacka

### Powieści i historia
- Les jambes d’Alice (2001)[6]
- Le Départ (2005)[7]
- Le Bal des princes (2008)[8]
- Rosa Parks: Non à la discrimination raciale (2008)[9]
- L’Or des rivières (2010)[10]
- Aimé Césaire: Non à l’humiliation (2012)[11]
- Un balcon sur l’Algérois (2013)[12]
- Léon-Gontran Damas, le poète Jazzy (2014)[13]

### Poezja
- Pierre, poussière (1989)[4]
- Passage à l’infini (1999)[4]
- En saison, suivi de Pierre, poussière (2004)[14]
- Babel, Babylone (2010)[15]
- Sur les berges du Chari, district nord de la beauté (2016)[16]

### Eseje
- Tombeau de Léopold Sédar Senghor (2003)[4]
- Léopold Sédar Senghor, avec un texte d’Armand Guibert (2006)[4]
- La Nouvelle Chose française (2008)[17]
- Alain Tasso, d’un chant solitaire (2010)[4]
- Visite à Aimé Césaire (2013)[4]
- J’aurais un royaume en bois flottés (2017)[18]
- L’enfant n’est pas mort (2017)[19]